# Aphyllanthaceae
Aphyllanthaceae is een botanische naam, voor een familie van eenzaadlobbige planten. Een familie onder deze naam wordt door slechts weinig systemen van plantentaxonomie erkend, maar wel door het APG-systeem (1998). Het APG II-systeem (2003) biedt de optie deze familie te erkennen; de andere mogelijkheid is de planten in deze familie (samen met de planten die anders een reeks andere families vormen) in te voegen bij de Asparagaceae. In het APG III-systeem (2009) wordt niet zo'n familie erkend maar vormen deze planten de onderfamilie Aphyllanthoideae in de familie Asparagaceae.
De familie, indien erkend, bestaat uit slechts één soort, Aphyllanthes monspeliensis, die inderdaad voorkomt in Montpellier en aangrenzend Middellandse Zeegebied.